# Súng trường chống tăng

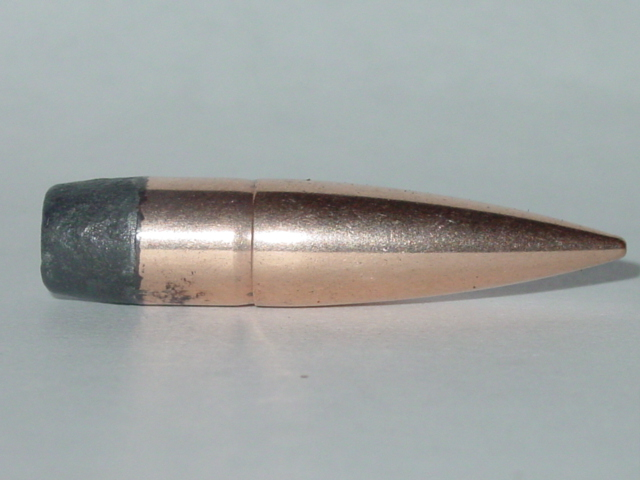
Đầu đạn K tiêu chuẩn (7.9x57mm IS), lõi xuyên bằng thép lộ ra ở phía sau tạo thành đuôi đầu đạn thuôn.

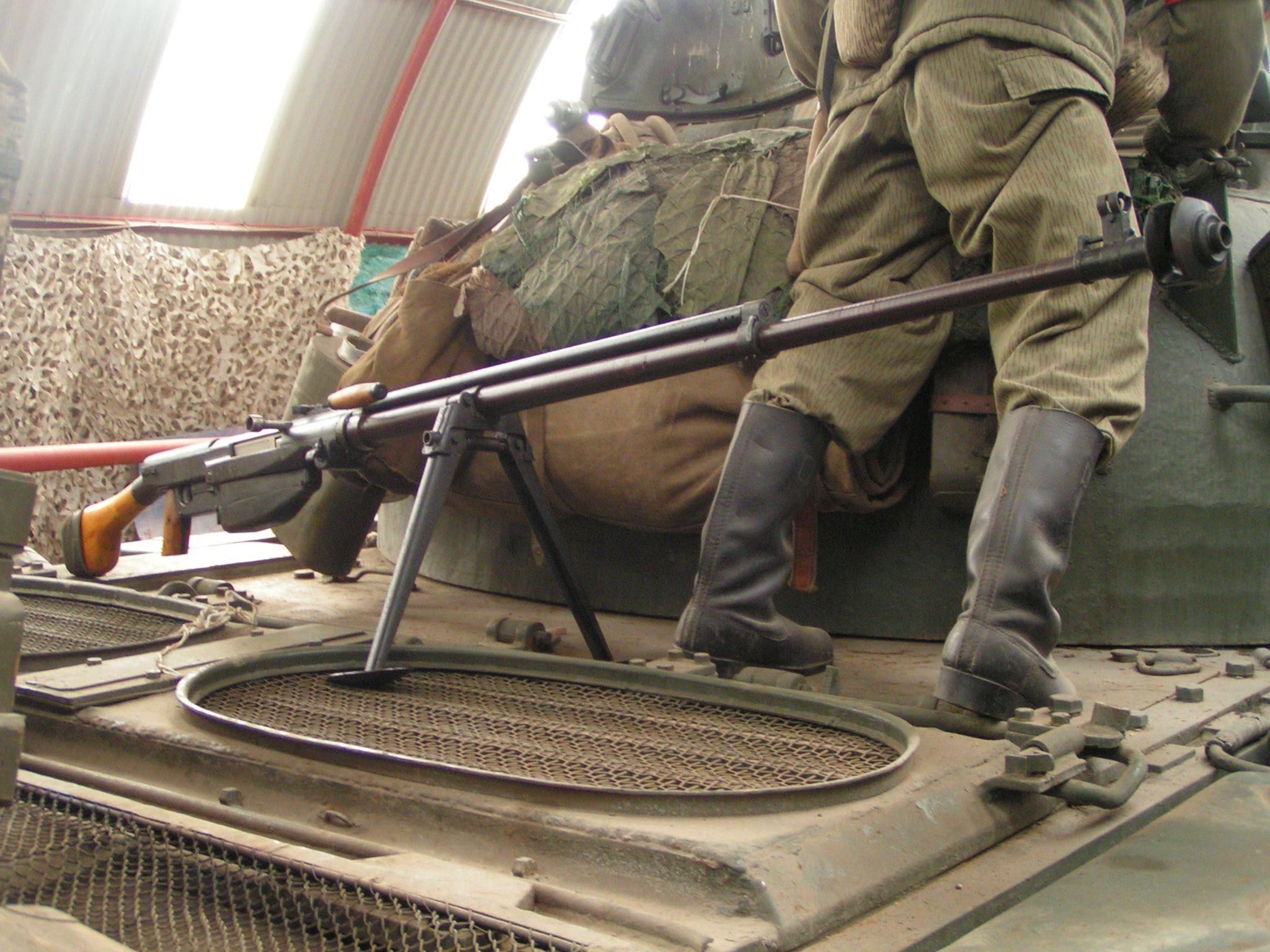
Súng trường chống tăng PTRS-41 của Liên Xô.

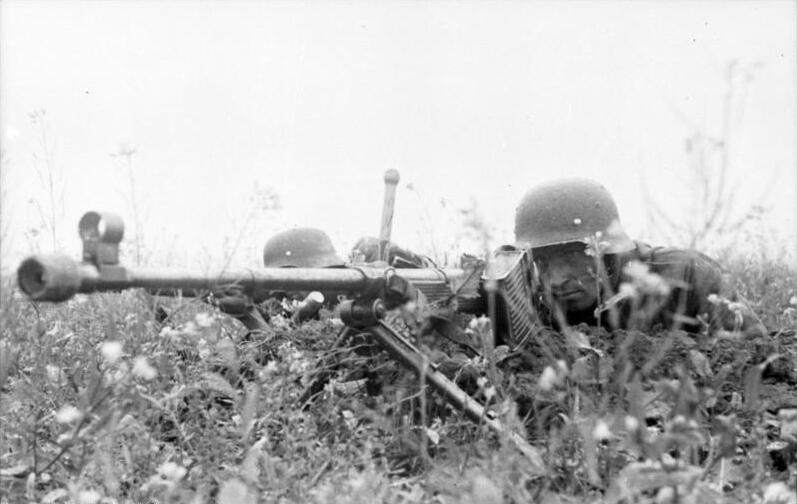
Súng trường chống tăng Pz.B.39 của Đức.

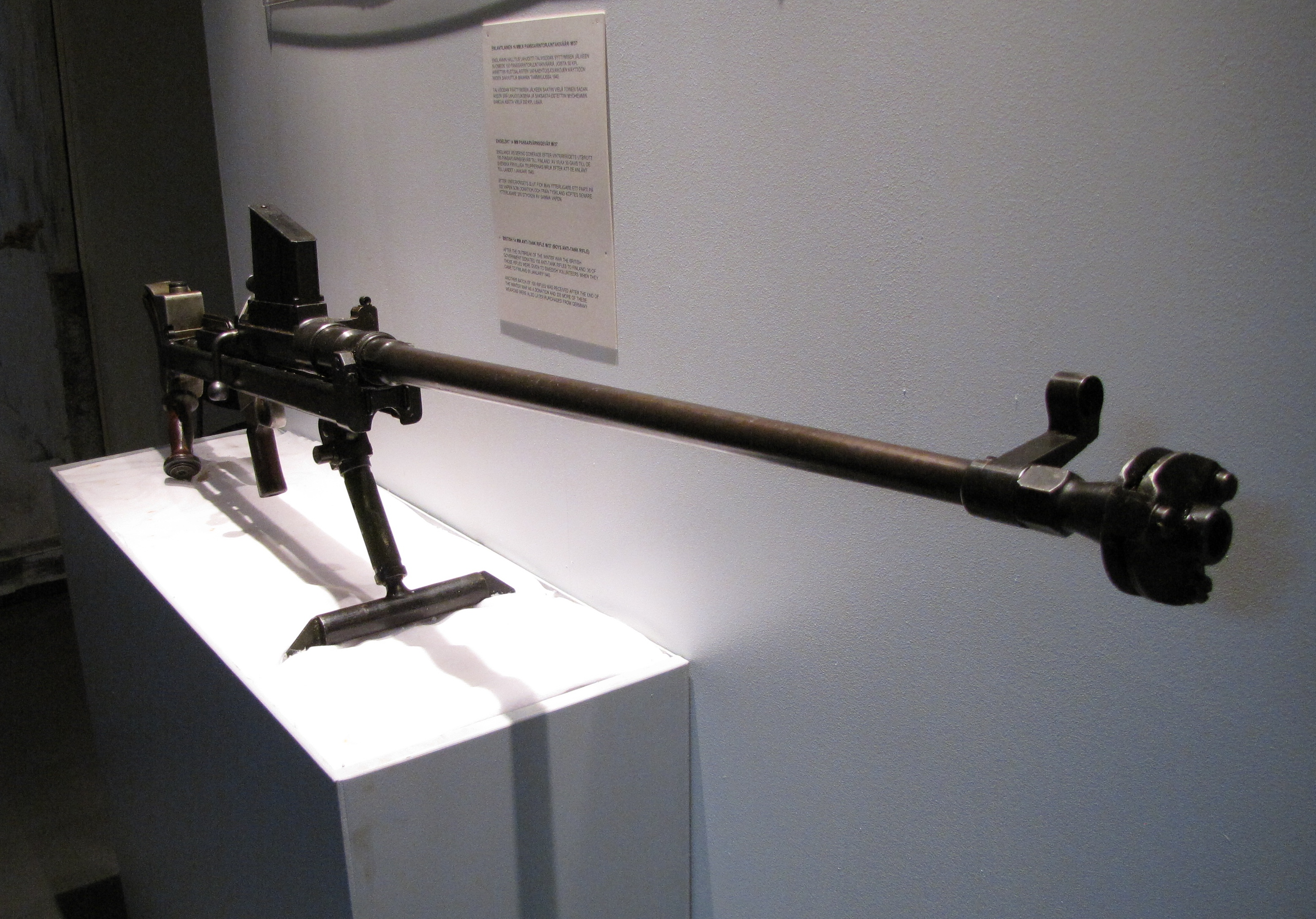
Súng trường chống tăng Boys của Anh.

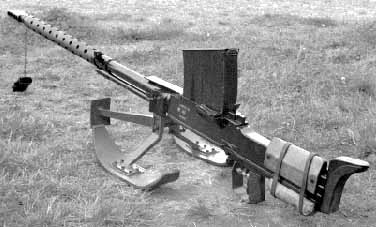
Súng trường chống tăng L-39 của Phần Lan.

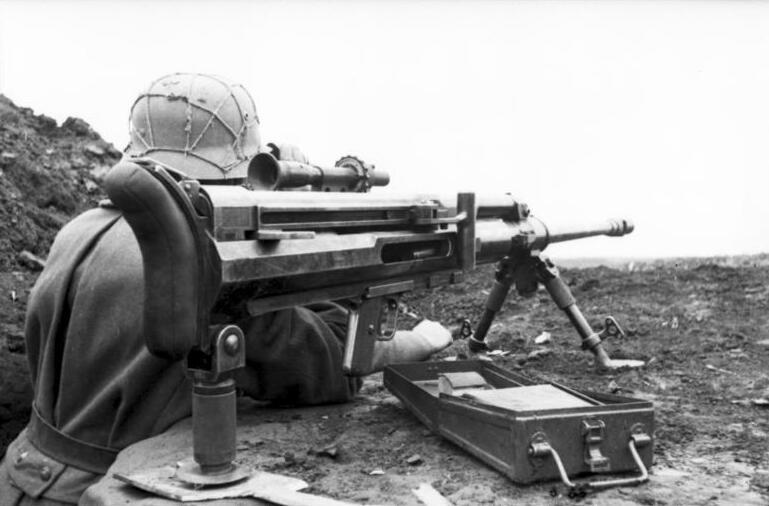
Súng trường chống tăng S-18/100 của Thụy Sĩ.

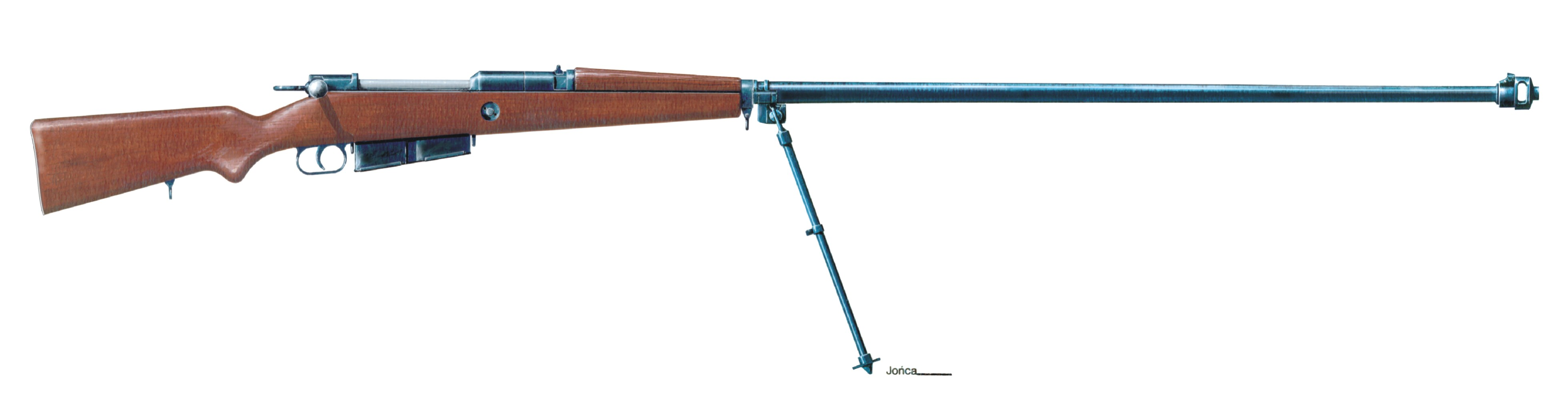
Súng trường chống tăng Wz. 35 của Ba Lan.

Súng trường chống tăng là loại hỏa khí bộ binh hạng nặng được thiết kế như súng trường, để bắn đạn xuyên có động năng cao. Mục tiêu chủ yếu của loại vũ khí này là giáp của xe cơ giới quân sự, đặc biệt là xe tăng. Tính hữu dụng của các súng trường chống tăng cho mục đích trên bắt đầu từ khi xe tăng xuất hiện trong Chiến tranh thế giới thứ nhất cho tới đầu Chiến tranh thế giới thứ hai, khi chúng gần như hoàn toàn lỗi thời trước các thế hệ xe tăng mới. Giáp của các thế hệ thiết giáp mới đã trở nên quá dày cho đạn xuyên bắn từ súng trường chống tăng do một người lính mang vác. Lúc này, súng trường chống tăng được thay thế bằng súng phóng đạn xuyên lõm chống tăng (HEAT), trong đó nổi tiếng nhất là các súng chống tăng Bazooka của Mỹ và Panzerschreck của Đức. Hậu duệ của súng trường chống tăng ngày nay là súng trường bắn tỉa công phá (hay còn gọi là súng trường bắn tỉa cỡ nòng lớn, chẳng hạn như M82 Barrett)

## Lịch sử
Cuộc giao tranh giữa giáp và đạn đã phát triển trong một thời gian dài giữa các thế hệ tàu chiến và pháo tàu chiến, kể từ khi tàu chiến bọc giáp ra đời. Mãi cho đến khi binh lính trên bộ phải đối đầu với xe cơ giới bọc thép, thì cuộc xung đột trên bộ giữa vũ khí bộ binh và xe cơ giới thiết giáp mới bắt đầu. Sự ra đời của xe bọc thép và xe tăng dẫn đến sự phát triển của các loại vũ khí chống tăng đầu tiên, một trong số đó là súng trường bắn đạn xuyên mạnh, động năng cao. Cũng tương tự như trong một cuộc săn thú lớn, súng trường chống tăng đi theo cùng một con đường: một viên đạn có sơ tốc cao và khả năng xuyên giáp mạnh.

### Chiến tranh thế giới thứ nhất
Thế hệ xe tăng đầu tiên, khởi đầu là Mark I của Anh được tung ra để chống lại hệ thống công sự của Đức trong Thế chiến I, đã gần như bất khả xâm phạm trước súng trường thông thường. Hầu hết các xe cơ giới bọc thép tương tự cũng gần như bất khả xâm phạm, nhưng hiếm khi binh lính phải đối mặt với xe cơ giới bọc thép, cũng như chúng chưa thể lật đổ kiểu chiến tranh chiến hào lúc đó đang phổ biến. Mặc dù xe tăng và xe bọc thép dễ bị pháo, súng cối và lựu đạn tiêu diệt, bộ binh vẫn ở vào thế bất lợi nghiêm trọng khi phải đối mặt với chúng khi không có vũ khí bắn thẳng hiệu quả.
Nỗ lực đầu tiên để tăng cường khả năng đối kháng cho bộ binh là "đạn đầu đảo ngược" của Đức. Đạn vẫn chỉ có vỏ và đầu đạn bình thường, nhưng đầu đạn đã bị đảo ngược đầu đuôi và nhồi thêm thuốc phóng. Phát triển tiếp nối nó là một loại đạn xuyên đặc biệt: đạn K (tiếng Đức Patrone SmK Kurz 7.92 mm), có thể bắn từ súng trường chiến đấu thông thường. Đạn có lượng thuốc phóng nhiều hơn, đầu đạn có lõi thép gia nhiệt và được đổ đuôi chì. Đầu đạn có hiệu suất xuyên khoảng 30% đối với giáp dày 8 mm của xe tăng thời đó nếu góc chạm bằng 90 độ.
Cả hai loại đạn đều có ưu khuyết điểm cụ thể: ví dụ, đạn K có chi phí sản xuất cao hơn và do đó thường chỉ được phân phối cho các xạ thủ có khả năng bắn rất tốt có thể sử dụng chúng đạt hiệu quả cao; lính bộ binh thông thường chỉ được sử dụng đạn đầu đảo ngược, ít hiệu quả hơn và chỉ có thể bắn mục tiêu trong khoảng cự li ngắn hơn đạn K (và do đó, các vũ khí có khả năng chống tăng như lựu đạn, súng cối, hay pháo được sử dụng nhiều hơn).
Ngoài ra, cả hai loại đạn đều làm giảm tuổi thọ, thậm chí làm hỏng nòng súng do áp suất thuốc phóng và vận tốc đầu đạn trong nòng quá cao so với đạn thông thường mà khẩu súng được thiết kế để bắn. Trước hết là tuổi thọ của nòng súng giảm đáng kể so với bình thường vì mòn nhanh hơn. Thứ hai, áp suất trong buồng đạn quá cao làm kim hỏa bị kẹt, dẫn đến móc hất vỏ đạn không để đẩy vỏ đạn đã bắn ra ngoài, chỉ làm móp vành đít vỏ đạn, và thế là vỏ đạn bị kẹt trong buồng đạn. Thuốc phóng nhiều hơn bình thưởng có thể phá hủy buồng đạn của những khẩu đã cũ hoặc nòng yêu cầu áp suất thấp, nếu may mắn thì chỉ phá hủy khẩu súng, còn trường hợp xấu nhất là làm bị thương hoặc giết chết người lính. Vì những lý do này, đạn K và đạn đầu đảo ngược không được phổ biến trong quân đội. Tuy nhiên, dù sao chúng cũng cho lính bộ binh một cơ hội để ngăn chặn một chiếc xe tăng trong trường hợp khẩn cấp, hoặc ít nhất gây thương tích hay giết chết một vài người trong tổ lái của đối phương (nếu đạn xuyên qua giáp).
Ngay cả khi đạn chống tăng ra đời, xe tăng vẫn được thiết kế và chế tạo với giáp dày hơn, làm cho chúng không còn hiệu quả nữa. Đạn K và đạn đầu đảo ngược vẫn được sử dụng để chống lại các loại xe tăng cũ và xe bọc thép. Khẩu súng trường chống tăng đặc chủng đầu tiên xuất xứ từ Đức. Súng trường chống tăng cỡ nòng lớn (vào lúc đó) Mauser 1918 T-Gewehr có khả năng xuyên giáp của các thế hệ xe tăng mới (vào lúc đó), cho phép bộ binh có cơ hội ngăn chặn chúng. Sức giật rất mạnh của súng làm xạ thủ khó thích ứng, đôi khi làm gãy xương quai xanh hoặc trật xương vai. Súng là một thiết kế lai giữa súng trường của hãng Mauser và súng thể thao áp suất cao của Anh. Đạn 13.2x92mm (0,538 in) cũng không phải là loại đặc chủng, một số loại súng cỡ nòng khoảng 0,50 in (12.7mm) cũng xuất hiện trên chiến trưởng với thuốc phóng không khói mạnh và ổn định hơn so với thuốc súng đen.
Trong Thế chiến I, đạn 12,7 mm sơ tốc cao đã được phát triển cùng lúc tại Mỹ cho vai trò phòng không. Đạn về sau được sử dụng để thiết kế súng máy hạng nặng Browning M2. Đạn này dựa trên đạn súng trường chiến đấu .30-06 tiêu chuẩn của Mỹ lúc đó. Khi thuật ngữ "đạn chống tăng" của Đức được phổ biến, đã có một số cuộc tranh luận về vấn đề sao chép và sử dụng đạn Đức làm đạn cho khẩu súng máy mới này. Tuy nhiên, sau một số nghiên cứu và phân tích, đạn Đức đã bị loại trừ, vì hình dáng và kiểu vành đế đơn của đạn kém hơn đạn.30-06 Springfield trong việc áp dụng vào vũ khí tự động. Tuy nhiên, Browning M2.50 Cal từng được dự định trở thành một súng máy chống thiết giáp.

### Chiến tranh thế giới thứ hai
Vào đầu Chiến tranh thế giới thứ hai, hầu hết các quốc gia tham chiến đã trang bị những loại súng trường chống tăng dựa trên đạn cỡ lớn, sơ tốc cao (ví dụ như súng trường chống tăng Boys của Anh). Việc sử dụng súng trường chống tăng trong chiến đấu lần đầu tiên diễn ra trong cuộc Chiến tranh Vệ quốc năm 1939 của người Ba Lan. Súng trường chống tăng Wz. 35 được sử dụng rộng rãi trong tất cả các đơn vị Ba Lan. Wz. 35 dùng đạn súng trường chống tăng 7,92 mm DS là vũ khí rất hiệu quả chống lại tất cả các loại xe tăng Đức lúc đó (Panzer I, II và III, cũng như LT-35 và LT-38 của Tiệp Khắc). Ở cự li lên đến 400 mét, đạn có thể xuyên giáp của tất cả các loại xe bọc thép hạng nhẹ. Ở góc chạm 30°, cự li 300 m, đạn có thể xuyên giáp dày 16 mm, hoặc xuyên giáp dày 33 mm ở cự li 100 m.
Càng về sau, giáp trở nên ngày càng dày hơn ở các đời xe tăng mới, hiệu quả của súng trường chống tăng một người mang vác cũng ngày càng giảm đi. Một ngoại lệ đáng chú ý là đối với các xe tăng hạng nhẹ của Nhật tại Malaysia, nơi súng trường chống tăng Boys đạt được một số thành công. Các loại súng trường chống tăng cỡ nòng lên đến 20mm đã ra đời và đi vào sử dụng, nhưng vai trò chống tăng đã sớm đã đòi hỏi tới các loại vũ khí mạnh hơn dựa trên ứng dụng năng lượng hóa học dưới hình thức lựu đạn nổ lõm chống tăng (HEAT) bắn từ súng trường chiến đấu. Ngoài ra một lượng lớn súng chống tăng vác vai và súng không giật có hỏa lực xuyên mạnh hơn đã ra đời. Một số súng trường chống tăng, như Lahti L-39 của Phần Lan, vẫn còn được sử dụng bởi các xạ thủ bắn tỉa để quấy nhiễu đối phương, như bắn đạn phosphor vào cửa nóc xe tăng đang mở, hay ép xạ thủ bắn tỉa của đối phương phải rời khỏi vị trí của mình.
PTRS-41 và PTRD-41 của Liên Xô thời Chiến tranh thế giới thứ hai đã được Quân đội Giải phóng Nhân dân Trung Quốc và Quân đội Nhân dân Triều Tiên sử dụng trong Nội chiến Trung Quốc và Chiến tranh Triều Tiên khi họ không có những loại vũ khí chống tăng bộ binh hiện đại hơn.
Súng trường chống tăng là khái niệm sơ khởi của vũ khí chống tăng vác vai hiện đại, và súng trường công phá (súng trường bắn tỉa cỡ nòng lớn) là hậu duệ của súng trường chống tăng.

## Các loại súng trường chống tăng
Chiến tranh thế giới thứ nhất
- Súng trường Mauser Gewehr 98 dùng đạn Patrone SmK Kurz 7.92 mm
- Mauser 1918 T-Gewehr 13.2 mm

Chiến tranh thế giới thứ hai
- Vương quốc Liên hiệp Anh và Bắc Ireland
  - Rifle, Anti-Tank,.55 in, Boys
- Ba Lan
  - Karabin przeciwpancerny wzór 35 7.92x107mm DS
- Đức Quốc xã
  - Panzerbüchse 38 (Pz.B.38) 7.92x94 mm
  - Panzerbüchse 39 (Pz.B.39) 7.92x94 mm
- Liên Xô
  - PTRS-41 14.5 mm (Simonov)
  - PTRD-41 14.5 mm (Degtyarev)
- Nhật Bản
  - Type 97 20 mm
- Phần Lan
  - Lahti L-39 20mm
- Tiệp Khắc
  - Pz.B M.SS.41 7.92 mm
- Thụy Sĩ
  - Solothurn S-18/100 20 mm
  - Solothurn S-18/1000 20 mm
  - Solothurn S-18/1100 20 mm